# Montaldo Torinese

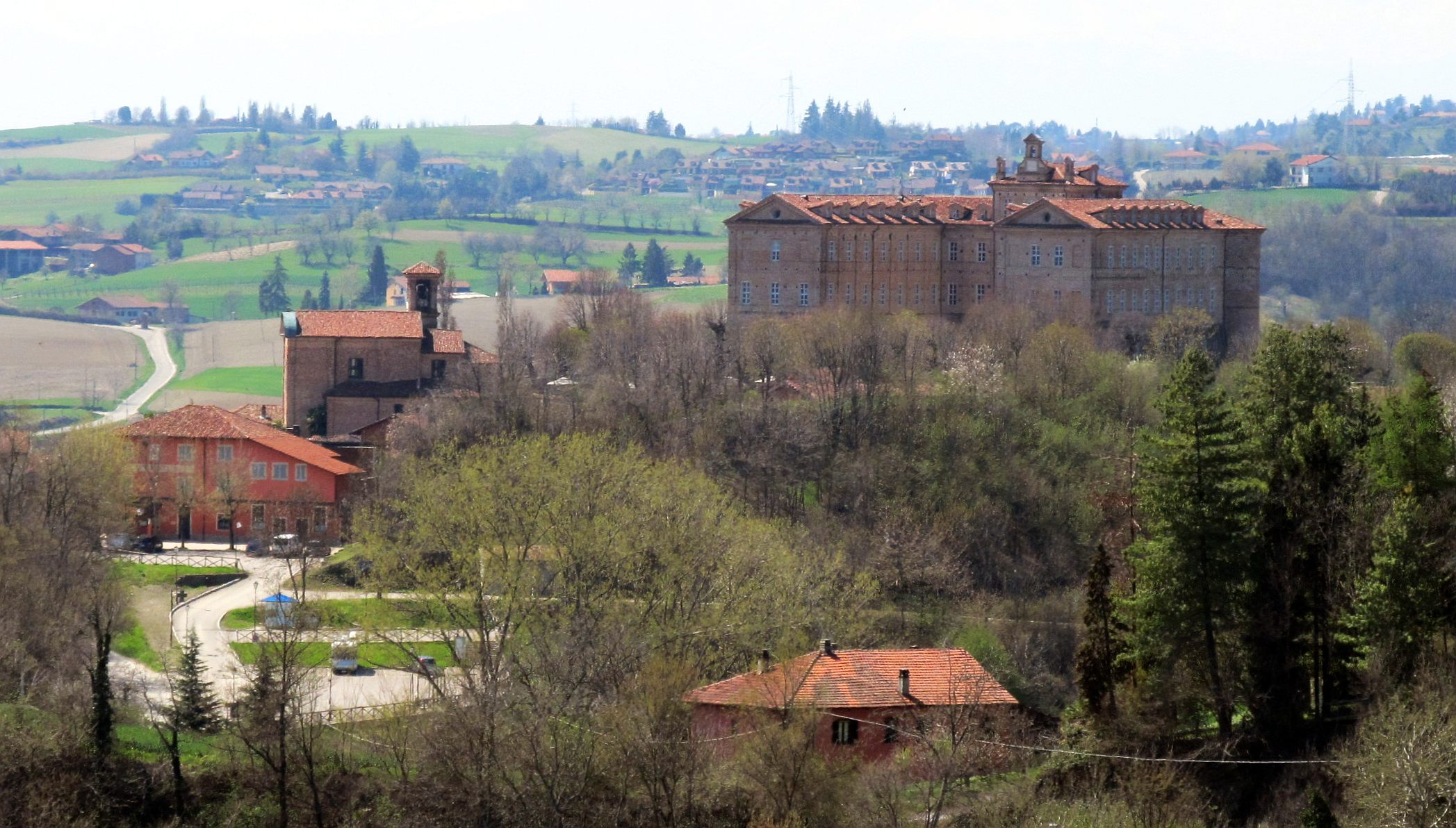
Panorama

Montaldo Torinese es una localidad y comune italiana de la provincia de Turín, región de Piamonte, con 702 habitantes.

## Evolución demográfica
| Gráfica de evolución demográfica de Montaldo Torinese entre 1861 y 2001 |
|                                                                         |
| Fuente ISTAT - elaboración gráfica de Wikipedia                         |